# João José da Silva Loureiro
João José da Silva Loureiro (Ponta Delgada - ?) foi um político português.

## Biografia
Filho de João José da Silva Loureiro e de sua mulher Guiomar de Sampaio da Câmara, neto paterno de José da Silva de Loureiro (Loures, Loures, 20 de Junho de 1745 - Ponta Delgada, São Pedro, 26 de Junho de 1820), dos de Loureiro de Viseu, que emigrara para a Ilha de São Miguel por motivos políticos, e de sua mulher Genoveva Flora Joaquina da Cunha, natural daquela Ilha, e neto materno de Manuel Botelho de Sampaio da Câmara e de sua mulher Francisca Rosa do Sacramento.
Matriculou-se no 1.º ano Jurídico, na Faculdade de Leis da Universidade de Coimbra, em 1827, só se bacharelando em Leis em 1835, em virtude da interrupção causada pela Guerra Civil Portuguesa.
Eleito Deputado duas vezes, pela Ilha de São Miguel, para as Legislaturas de 1851-1852, por São Pedro, de que prestou juramento e tomou assento a 17 de Março de 1852, e de 1865, por Ponta Delgada, de que prestou juramento a 11 de Fevereiro de 1865.
Apresentou vários Projectos de Lei: o que propunha a abolição, nas Ilhas de São Miguel e Santa Maria, de todos os Morgados e Capelas, essa "odiosa instituição", principal motivo da concentração da propriedade rústica, e uma das causas da emigração; o que pretendia a isenção das décimas dos prédios urbanos, em virtude da destruição causada pelo Terramoto de 16 de Abril de 1851; o que propunha que os livros escolares aprovados pelo Conselho Superior de Instrução Pública fossem dados gratuitamente aos pobres, e criadas escolas de instrução primária nos lugares onde fossem convenientes; o que defendia a necessidade de se manterem as contribuições que não tinham sido pagas à Câmara Municipal de Vila do Porto, sobre a exportação de cada carro de barro ou argila; o que pedia a concessão à Câmara Municipal de Lagos do Convento e cerca dos "extintos Franciscanos"; o que pedia a extinção da contribuição predial inferior a $500 réis, tanto no Continente como nas Ilhas Adjacentes, pois os gastos na avaliação das referidas contribuições não justificavam o que o Estado recebia, e acabavam por recair sempre sobre os mais desgraçados, chegando a haver execuções fiscais por causa de $020 réis; o que determinava que a cobrança das contribuições predial, industrial e pessoal só fossem efectuadas nos Açores depois de ouvidas as Juntas Gerais dos Distritos; e o que propunha o pagamento de indemnizações às famílias de operários que perdessem a vida ou a viessem a perder nas obras do porto artificial de Ponta Delgada.
Assinou, com a maioria dos colegas, o Projecto de Lei que autorizava o Governo a restituir, ao 1.º Visconde de Samodães e 1.º Conde de Samodães, Francisco de Paula de Azeredo Teixeira de Carvalho, o posto de Capitão Graduado de Cavalaria, de que fora demitido em Novembro de 1851. Apresentou ou subscreveu muitas propostas, entre as quais: a do aumento das verbas a atribuir às obras públicas de Ponta Delgada e de reconstrução da Câmara e cadeia da mesma cidade, destruídas pelo Terramoto de 16 de Abril de 1851; a da alteração ao Acto Adicional para aplicar a abolição da Pena de Morte aos crimes políticos; a da extinção da 10.ª Divisão Militar dos Açores, sugerindo que o dinheiro nela gasto fosse empregue em mais útil causa; e o da existência de barcos armados nos Açores, que obstassem às ilegalidades ali praticadas.
Interveio sobre o Projecto de Lei que reformulava a Alfândega das Sete Casas, que aceitou na generalidade, embora discordando dalguns artigos, como os que oneravam produtos importados dos Açores; sobre a desamortização, chamando a atenção para algumas Santas Casas da Misericórdia, como a de Ponta Delgada, cuja administração era escrupulosa, pedindo, posteriormente, um prazo razoável para a venda dos seus bens, e chamando a atenção para as graves consequências duma forçada conversão em inscrições; e sobre a urgente necessidade de reformar a Lei do Recrutamento.
Participou acesamente na discussão do contrato para a navegação a vapor entre os Portos da África Ocidental, Açores e Madeira, pedindo esclarecimentos ao Ministro das Obras Públicas e sugerindo alterações a algumas condições do contrato, sempre muito apoiado pelo Deputado José Maria Sieuve de Meneses, futuro 1.º Visconde de Sieuve de Meneses e 1.º Conde de Sieuve de Meneses. Apresentou interpelação ao Governo sobre os abusos sofridos por particulares das Ilhas de Santa Maria e São Miguel, acobertados pelo Governo e pela Alfândega. Foi um dos poucos Deputados que votou contra o Projecto de Lei que pretendia que os Decretos da Ditadura fossem considerados Leis, enquanto o Poder Legislativo os não revogasse. Enviou uma Representação da Agricultura Micaelense, pedindo terreno para "jardim", onde fossem cultivadas plantas introduzidas nos Açores, e outra de habitantes de São Miguel, pedindo que aí se conservasse o Tribunal da Relação. Também requereu nota de todas as subscrições recebidas a favor dos habitantes de Cabo Verde, por causa da crise alimentar e sua aplicação, em Fevereiro de 1865. Designado Relator da Comissão de Petições em 1852, subscreveu, nessa qualidade, muitos Pareceres, a maioria dos quais irrelevantes.
Por Decreto de Março de 1864, fora nomeado Vogal Substituto da Câmara Municipal de Ponta Delgada, para o biénio de 1864-1865.